# Thập niên 520
Thập niên 520 hay thập kỷ 520 chỉ đến những năm từ 520 đến 529.